# Première Ligue
La Première Ligue, ufficialmente chiamata Arkema Première Ligue per ragioni di sponsorizzazione, è la massima serie del campionato francese femminile di calcio ed è posta sotto l'egida della Fédération Française de Football, gestita e organizzata dalla Ligue Féminine de Football Professionnel.
La nascita del campionato come attualmente concepito avvenne nella stagione 1974-1975, allora denominato Division 1 Féminine e da allora si disputa a cadenza annuale, con inizio previsto nel mese di settembre e termine a maggio. L'Olympique Lione è la squadra che ha vinto il maggior numero di edizioni (21).
Per la stagione 2023-24 la Division 1 si trovava in prima posizione nella classifica stilata dall'UEFA.

## Storia
La prima divisione francese di calcio femminile fu creata nel 1918 e posta sotto l'egida della Fédération des Sociétés Féminines Sportives, un'organizzazione di calcio femminile guidata dalla pioniera Alice Milliat; la competizione fu organizzata per quattordici anni consecutivi finché, nel 1932, il governo francese proibì il calcio femminile. Nel 1974, il campionato tornò ad essere organizzata grazie ai fondi messi a disposizione dalla Fédération Française de Football. Sotto l'egida della federazione francese prese il nome di Division 1 Féminine, e a partire dalla stagione 2009-2010 divenne una competizione professionistica, essendo i contratti precedentemente siglati di tipo semi-professionistico.
Fino alla stagione 1991-1992 il campionato prevedeva una prima fase a gironi seguita da una fase ad eliminazione diretta per decretare la squadra vincitrice del torneo. A partire dalla stagione 1992-1993 si passò invece ad un girone all'italiana con partite di andata e di ritorno.
Nel 2023, la FFF ha deciso di creare la Ligue féminine de football professionel (LFFP), lega interna alla federazione, con l'obiettivo di rendere la prima e la seconda divisione totalmente professionistiche. Lo stanziamento per il primo anno è stato di 7,3 milioni di euro.
La lega è stata presentata ufficialmente il 24 aprile 2024, e al contempo vennero rese note le nuove denominazioni della prima e della seconda divisione, rispettivamente rinominate Première Ligue e Seconde Ligue, e l'ampliamento del numero delle squadre partecipanti alla prima divisione da 12 a 14 club a partire dalla stagione 2026/2027.
Negli anni c'è stata un'alternanza tra le squadre vincitrici del campionato. Negli anni settanta lo Stade de Reims ha vinto i primi tre campionati e in tutto cinque titoli nei giro di otto anni, dal 1974 al 1982. Il successivo decennio vide il dominio del VGA Saint-Maur, capace di vincere sei titoli tra il 1983 e il 1990, di cui quattro consecutivi tra il 1985 e il 1988. Negli anni novanta ci fu un'alternanza nelle vittorie del campionato tra il Lione e il Tolosa, prima dei quattro titoli consecutivi vinti dal Tolosa tra il 1999 e il 2002. Dal 2007 fino al 2020 la Division 1 Féminine ha visto l'Olympique Lione dominare e vincere tutti i campionati; venendo battuta soltanto nel 2021 dal Paris Saint-Germain.

## Formato
La formula del campionato consiste in un girone all'italiana da dodici squadre con partite di andata e ritorno, per un totale di ventidue giornate. Le prime due classificate accedono alla Women's Champions League, mentre le ultime due retrocedono in Seconde Ligue.
Fino al 2016 il regolamento prevedeva quattro punti a vittoria, due a pareggio ed uno a sconfitta. A partire dalla stagione 2016-2017 è stato invece adottato il sistema di assegnazione dei punti internazionale (tre punti a vittoria, uno a pareggio e zero a sconfitta).

## Le squadre
Sono 45 le squadre ad aver preso parte ai 25 campionati di Première Ligue disputati dal 2000-2001 alla stagione 2024-2025 (in grassetto quelle partecipanti alla stagione in corso).
- 25 volte: Montpellier
- 24 volte: Paris Saint-Germain, Guingamp[7]
- 21 volte: OL Lyonnes, Soyaux
- 17 volte: FCF Juvisy
- 13 volte: Saint-Étienne
- 12 volte: Tolosa
- 10 volte: Rodez, Hénin-Beaumont, La Roche-sur-Yon
- 8 volte: Fleury, Paris FC, Bordeaux
- 7 volte: Digione
- 6 volte: Stade Reims, Yzeure, Vendenheim, Saint-Memmie Olympique
- 5 volte: CNFE Clairefontaine
- 4 volte: Le Havre, ASPTT Albi, Metz, FC Lione
- 3 volte: Lilla, Olympique Marsiglia, Arras, Condéen, Compiègne
- 2 volte: Issy, Issy-les-Moulineaux, Muret, Schiltigheim, Stade Quimpérois
- 1 volta: Nantes, Strasburgo, Nîmes, VGA Saint-Maur, Le Mans, Montigny, Évreux, Bruay-la-Buissière, Caluire, Tours, Celtic de Marseille, Cormelles-le-Royal

## Partecipanti alla stagione 2024-2025
| Squadra             | Città         | Stadio                         | Allenatore          | Stagione precedente                 |
| ------------------- | ------------- | ------------------------------ | ------------------- | ----------------------------------- |
| Digione             | Digione       | Stade Gaston Gérard            | Sébastien Joseph    | 8ª in Division 1 Féminine           |
| Fleury              | Fleury        | Stade Robert Bobin             | Frédéric Biancalani | 5ª in Division 1 Féminine           |
| Guingamp            | Guingamp      | Stade de l'Akademi EA Guingamp | Jérôme Bonnet       | 10ª in Division 1 Féminine          |
| Le Havre            | Le Havre      | Stade Océane                   | carica vacante      | 9ª in Division 1 Féminine           |
| Montpellier         | Montpellier   | Stade Bernard Gasset           | Yannick Chandioux   | 6ª in Division 1 Féminine           |
| Nantes              | Nantes        | Stade Marcel Saupin            | Nicolas Chabot      | 2ª in Division 2 Féminine, promosso |
| OL Lyonnes          | Lione         | Groupama OL Training Center    | Joe Montemurro      | 1ª in Division 1 Féminine           |
| Paris FC            | Parigi        | Stade Sébastien Charléty       | Sandrine Soubeyrand | 3ª in Division 1 Féminine           |
| Paris Saint-Germain | Parigi        | Stade George Lefèvre           | Fabrice Abriel      | 2ª in Division 1 Féminine           |
| Stade Reims         | Reims         | Stade Louis Blériot            | Mathieu Ruffié      | 4ª in Division 1 Féminine           |
| Saint-Étienne       | Saint-Étienne | Stade Salif Keita              | Laurent Mortel      | 7ª in Division 1 Féminine           |
| Strasburgo          | Strasburgo    | Stade Jean Nicolas Muller      | Vincent Nogueira    | 1ª in Division 2 Féminine, promosso |

## Albo d'oro

### Division 1 Féminine
- 1974-1975:  Stade Reims
- 1975-1976:  Stade Reims
- 1976-1977:  Stade Reims
- 1977-1978:  Étrœungt
- 1978-1979:  Étrœungt
- 1979-1980:  Stade Reims
- 1980-1981:  Étrœungt
- 1981-1982:  Stade Reims
- 1982-1983:  VGA Saint-Maur
- 1983-1984:  Soyaux
- 1984-1985:  VGA Saint-Maur
- 1985-1986:  VGA Saint-Maur
- 1986-1987:  VGA Saint-Maur
- 1987-1988:  VGA Saint-Maur
- 1988-1989:  Saint-Brieuc
- 1989-1990:  VGA Saint-Maur
- 1990-1991:  FC Lione
- 1991-1992:  FCF Juvisy
- 1992-1993:  FC Lione
- 1993-1994:  FCF Juvisy
- 1994-1995:  FC Lione
- 1995-1996:  FCF Juvisy
- 1996-1997:  FCF Juvisy
- 1997-1998:  FC Lione
- 1998-1999:  Tolosa
- 1999-2000:  Tolosa
- 2000-2001:  Tolosa
- 2001-2002:  Tolosa
- 2002-2003:  FCF Juvisy
- 2003-2004:  Montpellier
- 2004-2005:  Montpellier
- 2005-2006:  FCF Juvisy
- 2006-2007:  Olympique Lione
- 2007-2008:  Olympique Lione
- 2008-2009:  Olympique Lione
- 2009-2010:  Olympique Lione
- 2010-2011:  Olympique Lione
- 2011-2012:  Olympique Lione
- 2012-2013:  Olympique Lione
- 2013-2014:  Olympique Lione
- 2014-2015:  Olympique Lione
- 2015-2016:  Olympique Lione
- 2016-2017:  Olympique Lione
- 2017-2018:  Olympique Lione
- 2018-2019:  Olympique Lione
- 2019-2020:  Olympique Lione
- 2020-2021:  Paris Saint-Germain
- 2021-2022:  Olympique Lione
- 2022-2023:  Olympique Lione
- 2023-2024:  Olympique Lione
- 2024-2025:  Olympique Lione

## Statistiche

### Vittorie per squadra
| Squadra             | Titoli | Stagioni |
| ------------------- | ------ | --- |
| Olympique Lione     | 18     | 2006-2007, 2007-2008, 2008-2009, 2009-2010, 2010-2011, 2011-2012, 2012-2013, 2013-2014, 2014-2015, 2015-2016, 2016-2017, 2017-2018, 2018-2019, 2019-2020, 2021-2022, 2022-2023, 2023-2024, 2024-2025 |
| FCF Juvisy          | 6      | 1991-1992, 1993-1994, 1995-1996, 1996-1997, 2002-2003, 2005-2006 |
| VGA Saint-Maur      | 6      | 1982-1983, 1984-1985, 1985-1986, 1986-1987, 1987-1988, 1989-1990 |
| Stade Reims         | 5      | 1974-1975, 1975-1976, 1976-1977, 1979-1980, 1981-1982 |
| FC Lione            | 4      | 1990-1991, 1992-1993, 1994-1995, 1997-1998 |
| Tolosa              | 4      | 1998-1999, 1999-2000, 2000-2001, 2001-2002 |
| Étrœungt            | 3      | 1977-1978, 1978-1979, 1980-1981 |
| Montpellier         | 2      | 2003-2004, 2004-2005 |
| Paris Saint-Germain | 1      | 2020-2021 |
| Saint-Brieuc        | 1      | 1988-1989 |
| Soyaux              | 1      | 1983-1984 |